# Мала Стариця
Мала Стариця — село в Україні, у Бориспільському районі, Київської області. Розміщене за 11 кілометрів на північний схід від Борисполя, у мальовничій місцевості поблизу невеличкої річки Красилівки. Населення — 210 чоловік. Розташоване неподалік від села Велика Стариця і, ймовірно, на відміну від нього названо Малою Старицею. Підпорядковане Бориспільській міській громаді.

## Історія
Найдавніші історичні відомості про село маємо за козацької доби. У «Генеральним следствії о маетностях Переяславского полка», — зауважує В. Мякотін, — «…село Мала Стариця здавна до города Баришівки належало і було володінням сотничим». Відомо також, що 1711 року заволодів цим селом бунчуковий товарищ Антон Максимович і згодом передав його у спадок сину своєму Григорію. Мала Стариця на той час була невеликим селом. У 1729—1731 роках тут налічувалося всього 12 дворів. 
До 1781 року Мала Стариця належала до Баришівської сотні Переяславського полку. На той час у ньому було 33 хати.
Зі скасуванням козацького полкового устрою, село перейшло до складу Остерського повіту Київського намісництва. За книгою Київського намісництва 1787 року у селі проживало 125 душ, було у власності козаків і власників: надвірного радника Сулими та військового товариша Гаркуші. 
Від початку XIX ст. село вже у складі Переяславського повіту Полтавської губернії.
Є на мапі 1812 року
У 1859 році в селі налічувалося 40 дворів, 223 жителі. З того ж повідомлення дізнаємося, що в селі вже була православна церква.
1910 року - село Баришівської волості Переяславського повіту Полтавської губернії, 92 господарства, 534 мешканця.
1926 року село також належало до Баришівського району (за переписом 1926 року). Населення становило 659 жителів. Малостарицькій сільській раді підпорядковувалися хутори Макарівка та Царева Могила.
З 1997 року Мала Стариця підпорядковується Кіровській (нині Кучаківська) сільській раді.
За радянських часів село було віднесено до розряду неперспективних, поступово занепадає. За даними на 1997 рік, у Малій Стариці проживало всього 228 чоловік.
На кінець XX ст. у селі налічувалося 161 двір, 276 жителів.
Чудо-Михайлівська церква в Малій Стариці була збудована у XVIII столітті, реконструйована у 1863 році. Нині є пам'яткою архітектури місцевого значення.

## Населення

### Мова
Розподіл населення за рідною мовою за даними перепису 2001 року:
| Мова       | Кількість | Відсоток |
| ---------- | --------- | -------- |
| українська | 192       | 91.43%   |
| російська  | 18        | 8.57%    |
| Усього     | 210       | 100%     |

## Галерея

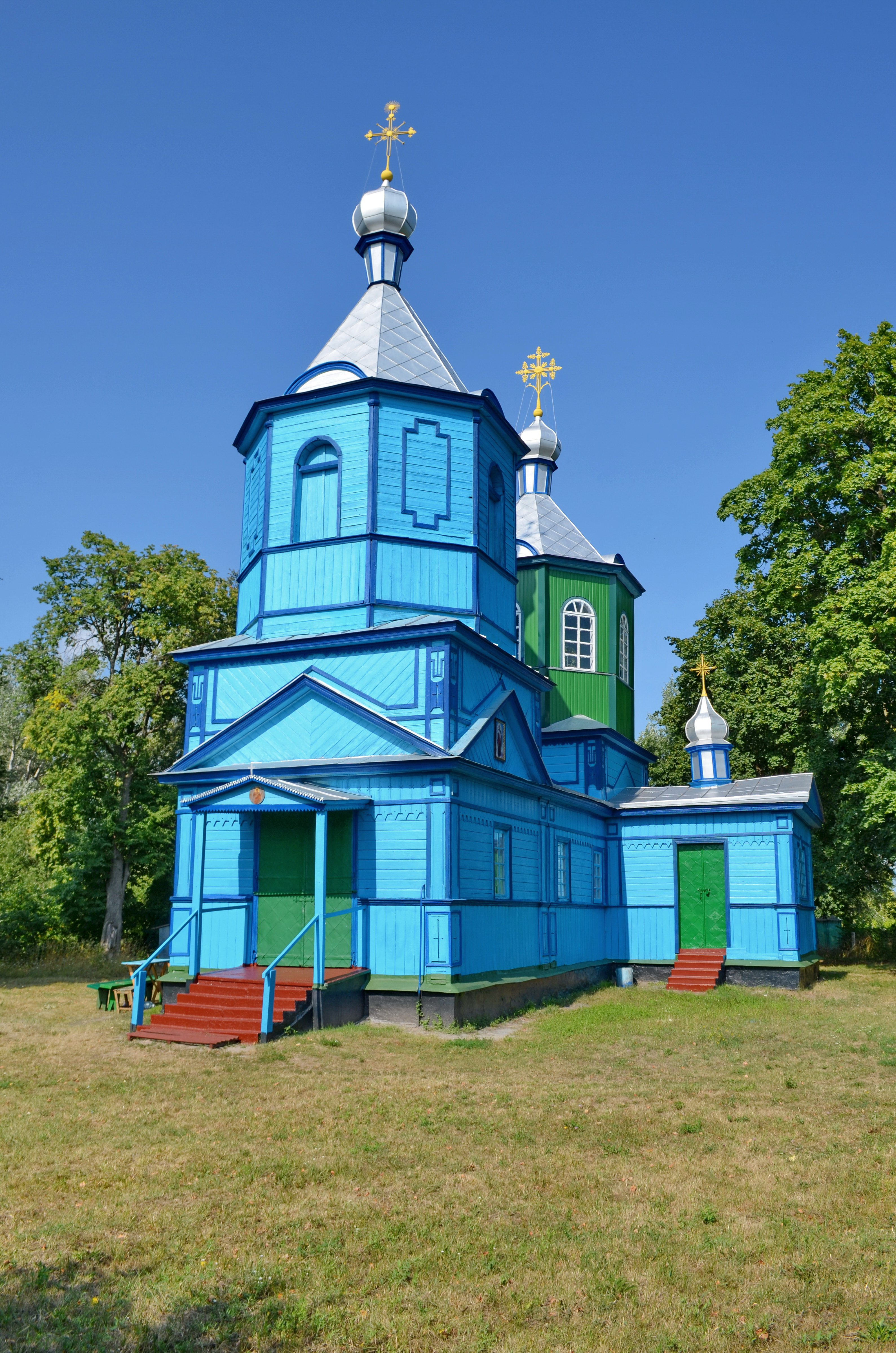
Чудо-Михайлівська церква
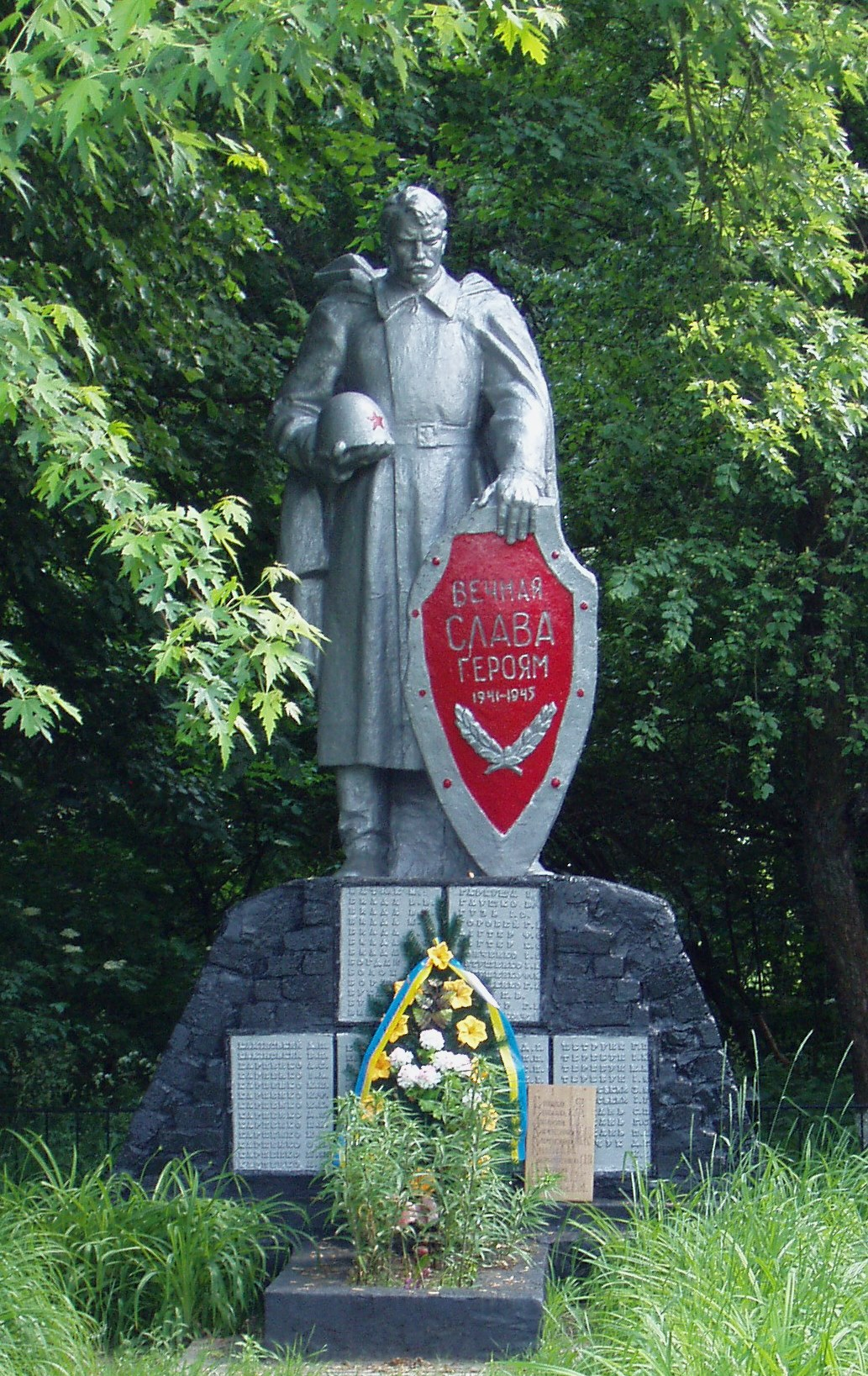
Братська могила воїнів Радянської Армії і пам'ятник воїнам-односельцям, які загинули в роки Німецько-радянської війни